# Пэручень
Пэручень (рум. Păruceni, Паручены) — село в Ниспоренском районе Молдавии. Наряду с селом Селиште входит в состав коммуны Селиште.

## География
Село расположено на высоте 136 метров над уровнем моря.

## Население
По данным переписи населения 2004 года, в селе Пэручень проживает 552 человека (277 мужчин, 275 женщин).
Этнический состав села:
| Национальность | Число жителей | Процентный состав |
| -------------- | ------------- | ----------------- |
| молдаване      | 546           | 98.91             |
| украинцы       | 6             | 1.09              |
| Всего          | 552           | 100%              |